# Мокульский, Стефан Стефанович
Стефан Стефанович Мокульский (26 июля (7 августа) 1896, Тифлис, — 25 января 1960, Москва) — советский литературовед, театровед и театральный критик. Доктор филологических наук (1937).

## Биография
В 1918 году окончил историко-филологический факультет Киевского университета (в то время — Императорского университета св. Владимира). Свои первые работы по лингвистике опубликовал в 1916—1917 годах; в 1918 году впервые выступил как театральный критик.
C 1923 года жил и работал в Ленинграде, как театровед принадлежал к «ленинградской школе» А. Гвоздева. В 1930-х годах Литературная энциклопедия утверждала, что в ранних своих работах Мокульский находился «под сильным влиянием буржуазной науки о театре», а с 1929 года, отойдя от формализма, грешил «большими зигзагами то в сторону Лефа и Литфронта, то в сторону некритического усвоения Плеханова и Фриче».
С 1943 года жил в Москве; в 1943—1948 годах был директором ГИТИСа. По свидетельству М. Строевой, ГИТИС в этот период был одним из лучших гуманитарных вузов страны, лекции здесь читали П. А. Марков, А. К. Дживелегов, С. И. Радциг, Г. А. Гуковский, Б. В. Алперс, В. Г. Сахновский и многие другие известные искусствоведы и филологи. В начале 1949 года уволен с должности в ходе кампании по «борьбе с космополитизмом» после опубликования в «Правде» редакционной статьи «Об одной антипатриотической группе театральных критиков». В 1952—1957 годах заведовал в ГИТИСе кафедрой зарубежного театра.
Руководил сектором теории и истории театра в Институте истории искусств АН СССР, был главным редактором Театральной энциклопедии, но выпустить успел только 1-й том.

### Педагогическая деятельность
Педагогическая деятельность Мокульского, которую он не оставлял на протяжении всей своей жизни, началась сразу по окончании университета — в 1918 году. С 1923 года, работая в Ленинграде, читал курсы зарубежной литературы в Ленинградском университете и в Педагогическом институте им. Герцена, а также курсы истории зарубежного театра на Высших курсах искусствознания при Институте истории искусств и в Театральном институте, где при его непосредственном участии в 1939 был организован Театроведческий факультет; с 1937 года (после защиты докторской диссертации) — профессор. С 1943 года в Москве преподавал в ГИТИСе, затем в Школе-студии МХАТа и в Академии общественных наук.

### Научная деятельность
Научные интересы Стефана Мокульского были связаны в первую очередь с итальянским искусством эпохи Возрождения и французским — эпохи Просвещения. Ему принадлежит ряд работ о Мольере, Ж. Расине, Вольтере, Н. Буало и П. Корнеле, а также об итальянской литературе XIII—XVI веков и итальянской драматургии XVIII века, в частности о К. Гоцци и К. Гольдони, мемуары которого он перевёл на русский язык.
Мокульский считается одним из основоположников советской науки о театре, в круг его научных интересов, помимо драматургии, входило искусство актёра, режиссура, сценография, организационные принципы театра. Он автор 2-томной «Истории западноевропейского театра», изданной в 1936—1939 годах и ставшей первым в СССР трудом, в котором развитие западно-европейского театра прослеживалось от античности до XIX века, а также составитель 2-томной «Хрестоматии» по истории западноевропейского театра, первое издание которой вышло в 1937—1939 годах.
Мокульский был инициатором издания на русском языке и редактором сборников пьес Б. Брехта, К. Гоцци, Э. Ростана, Г. Гауптмана, Л. Пиранделло и многих других зарубежных драматургов. Ему принадлежит также ряд статей о современном театре и кинематографе.
Умер в 1960 году. Похоронен на Новодевичьем кладбище.

## Награды
- Медаль «За оборону Ленинграда» — 1945.